# Sofijiwka (rejon gorłowski)
Sofijiwka (ukr. Софіївка, do 2016 Karło-Marksowe,  ukr. Карло-Марксове - zmiana nazwy nie weszła w życie) – osiedle typu miejskiego na Ukrainie, w obwodzie donieckim, w faktycznie niefunkcjonującym rejonie gorłowskim, od 2014 pod kontrolą marionetkowej, uzależnionej od Rosji Donieckiej Republiki Ludowej. W 2001 liczyło 11 458 mieszkańców, spośród których 1691 wskazało jako ojczysty język ukraiński, 9730 rosyjski, 1 mołdawski, 1 węgierski, 11 białoruski, 17 inny, a 7 osób się nie zadeklarowało.